# Paralaje diurno
Se llama paralaje diurno o paralaje geocéntrico al pequeño cambio en las coordenadas celestes de un astro causado por la posición del observador sobre la superficie de la Tierra.
Es un paralaje causado por el cambio de punto de vista del objeto causado porque el observador está en distintos puntos de la superficie terrestre.
Este efecto, tiene mayor importancia cuanto más cercano esté el astro a la Tierra. La Luna por su cercanía puede alejarse hasta 1.º en su posición celeste geocéntrica calculada según la posición del observador sobre Tierra, siendo pues este hecho fundamental para la predicción de ocultaciones por la Luna de estrellas. 
No debe confundirse con el paralaje anual que afecta a las estrellas cercanas y que se debe al movimiento de traslación de la Tierra y que en 6 meses causa que el punto de vista bajo el que se ven las estrellas varíe en 300 millones de kilómetros.
El paralaje diurno afecta a todo tipo de coordenadas.

## Paralaje diurno y coordenadas horizontales
La altura h de un astro se ha de medir respecto al horizonte astronómico del observador, pero este la toma desde su horizonte aparente, en el punto O, y lo que realmente obtiene es la altura aparente del astro. Surge el fenómeno del paralaje (figura 3)
Desde O el astro B se ve en N, mientras que desde C se vería en T, más alto que N. La estrella cambia de posición según la dirección del observador. Esto es el paralaje diurno o paralaje de altura.
Paralaje diurno es el ángulo formado por las direcciones topocéntrica y geocéntrica de un astro. En la figura 3, y para B:
- Dirección topocéntrica ON: dirección desde el lugar que se ocupa.
- Dirección geocéntrica CT: dirección desde el centro de la Tierra.

Cuando el astro se encuentra en el horizonte aparente del observador, resulta el paralaje horizontal. Tal es el caso del objeto A cuyo paralaje horizontal es el ángulo LAM = CAO.
El paralaje diurno disminuye con la elevación sobre el horizonte, y con la distancia del objeto observado:
- Con la elevación: compárese B con A. El paralaje NBT de B es menor que el paralaje LAM de A. Cuanta mayor elevación, menor paralaje. En el cenit, el paralaje es nulo.

- Con la distancia del objeto observado: compárese B y B'. Ambos tienen la misma elevación (igual dirección geocéntrica), pero están  a distintas distancias de la Tierra. El paralaje SB'T de B' (más lejano) es claramente menor que el paralaje NBT de B (el más cercano). A mayor distancia, menor paralaje.

Las distancias en el espacio son inmensamente grandes, y por eso los paralajes diurnos son despreciables en la mayoría de los casos. En distancias muy pequeñas como las del sistema solar, son de consideración, pero nada más.
La Luna tiene un paralaje que supera el grado -61' 50"-, cantidad muy importante que no se puede obviar. Para el Sol es de unos 9" escasos. Pero para Próxima Centauri a sólo 4,2 años luz el paralaje es del orden de la cienmilésima de segundo, y eso siendo la estrella más próxima a nosotros. El paralaje diurno de una estrella es prácticamente nulo.
El paralaje se denota con {\displaystyle \pi } -letra griega pi. Léase pí-
Para un paralaje significativo se tendrá:
hreal = haparente + {\displaystyle \pi }

## Paralaje diurno y coordenadas ecuatoriales
Cuando se corrigen por paralaje las coordenadas ecuatoriales que no dependen del tiempo, la corrección depende del ángulo horario t y por tanto del tiempo. Por consiguiente, el cálculo requiere el instante en que se realiza la observación para calcular t en ese instante y por tanto la corrección.

### Corrección en ascensión recta
Si un astro (por ejemplo, la Luna) tiene un ángulo horario geocéntrico (contado desde el centro de la Tierra) t y una ascensión recta {\displaystyle \alpha } entonces teniendo presente el paralaje diurno su ángulo horario t’ y su ascensión recta {\displaystyle \alpha }’ aparentes cumplirán:
{\displaystyle t'=t+\Delta \,}
{\displaystyle \alpha '=\alpha -\Delta \,}     donde
{\displaystyle \tan(\Delta )={\frac {\rho \times \cos(\phi ')\times \sin(t)}{r\times \cos(\delta )-\rho \times \cos(\phi ')\times \cos(t)}}}
donde {\displaystyle \delta } es la declinación del astro, r la distancia del astro al centro de la Tierra medido en radios ecuatoriales de la Tierra (1 radio ecuatorial =6378,16 km.) {\displaystyle \Phi } es la latitud geográfica y {\displaystyle \Phi '} la latitud geocéntrica.

### Corrección en declinación
La fórmula para encontrar la declinación aparente {\displaystyle \delta }’ a partir de la declinación {\displaystyle \delta } es:
{\displaystyle \tan(\delta ')=\cos(t')\times {\frac {r\times \sin(\delta )-\rho \times \sin(\phi ')}{r\times \cos(\delta )\times \cos(t)-\rho \times \cos(\phi ')}}}